# Sant Marc de Jaumegarda
Sant Marc de Jaumegarda (en francès Saint-Marc-Jaumegarde) és un municipi francès situat al departament de les Boques del Roine i a la regió de Provença – Alps – Costa Blava.

## Demografia
| Evolució de la població |      |      |      |      |      |      |      |      |
| 1793                    | 1800 | 1806 | 1821 | 1831 | 1836 | 1841 | 1846 | 1851 |
| 221                     | 280  | 291  | 280  | 268  | 258  | 241  | 231  | 253  |

| 1856 | 1861 | 1866 | 1872 | 1876 | 1881 | 1886 | 1891 | 1896 |
| ---- | ---- | ---- | ---- | ---- | ---- | ---- | ---- | ---- |
| 242  | 185  | 163  | 181  | 159  | 166  | 112  | 126  | 108  |

| 1901 | 1906 | 1911 | 1921 | 1926 | 1931 | 1936 | 1946 | 1954 |
| ---- | ---- | ---- | ---- | ---- | ---- | ---- | ---- | ---- |
| 100  | 79   | 65   | 90   | 115  | 101  | 108  | 152  | 182  |

| 1962 | 1968 | 1975 | 1982 | 1990 | 1999  | 2006 | 2011 | 2016 |
| ---- | ---- | ---- | ---- | ---- | ----- | ---- | ---- | ---- |
| 207  | 356  | 539  | 517  | 884  | 1 078 | -    | -    | -    |

| 2019 | - | - | - | - | - | - | - | - |
| ---- | - | - | - | - | - | - | - | - |
| -    | - | - | - | - | - | - | - | - |

## Administració
| Període   | Identitat         | Partit |
| --------- | ----------------- | ------ |
| 1953-1959 | Ernest Truphème   |        |
| 1959-1989 | Marcelin Truphème |        |
| 1989-1995 | Donato Navarro    |        |
| 1995-     | Régis Martin      |        |